# اريك فيش
اريك فيش (بالألمانية: Eric Fish)‏ هو مغني ألماني، ولد في 28 مايو 1969 في تروينبريتزن في ألمانيا.

## وصلات خارجية
- اريك فيش على موقع ميوزك برينز (الإنجليزية)
- اريك فيش على موقع ميوزك برينز (الإنجليزية)
- اريك فيش على موقع ديسكوغز (الإنجليزية)